# Allison Miller
Allison Miller, född 2 september 1985 i Rom, är en amerikansk skådespelare.
Miller har bland annat medverkat i TV-serierna A Million Little Things (2018-2023) och Tretton skäl varför från 2018. Hon har även medverkat i filmen 17 Again från 2009.

## Filmografi (i urval)
- 2009 – 17 Again
- 2011 – Terra Nova (TV-serie)
- 2018 – Tretton skäl varför (TV-serie)
- 2018–2023 – A Million Little Things (TV-serie)